# Mitch Nichols
Mitch Nichols (Southport, 1 mei 1989) is een Australisch voetballer die als middenvelder speelt bij Perth Glory.

## Clubcarrière
Mitch Nichols begon zijn carrière bij Brisbane Roar in 2007. Mitch Nichols speelde voor Melbourne Victory, Cerezo Osaka, Perth Glory en Western Sydney Wanderers. Mitch Nichols tekende bij Perth Glory in 2017.

## Australisch voetbalelftal
Mitch Nichols maakte op 4 maart 2009 zijn debuut in het Australisch voetbalelftal tijdens een kwalificatiewedstrijd voor het Aziatisch kampioenschap voetbal 2011 tegen Koeweit.

## Statistieken
| Australisch voetbalelftal | Australisch voetbalelftal | Australisch voetbalelftal |
| Jaar                      | Duels                     | Goals                     |
| ------------------------- | ------------------------- | ------------------------- |
| 2009                      | 1                         | 0                         |
| 2010                      | 0                         | 0                         |
| 2011                      | 0                         | 0                         |
| 2012                      | 0                         | 0                         |
| 2013                      | 3                         | 0                         |
| 2014                      | 1                         | 0                         |
| Totaal                    | 5                         | 0                         |